# Cirkelns kvadratur

Kvadrat och cirkel med samma area.

Cirkelns kvadratur är ett av de klassiska konstruktionsproblemen inom geometrin. Uppgiften innebär att med hjälp av passare och omarkerad linjal (rätskiva) konstruera en kvadrat med samma area som en given cirkel.
Problemet var känt redan under antiken i Grekland och Anaxagoras anses vara den som först i skrift uppmärksammade detta problem. Grekerna hittade aldrig någon lösning av problemet – varken en metod att kvadrera cirkeln eller ett bevis för att det var omöjligt. Problemet blev inte fullständigt löst förrän 1882, då Ferdinand von Lindemann visade att det är omöjligt att kvadrera cirkeln.

## Historia

Partiell lösning av Hippokrates av Chios. I denna figur är arean av det skuggade området lika med arean av triangeln ABC

Kochańskis approximation: 3,1415333.

Redan Anaxagoras ska enligt Plutarchos ha försökt att genom konstruktion bestämma cirkelns yta, och av Aristofanes komedi Fåglarna framgår att problemet var känt även utanför fackmännens krets. Den förste vars undersökningar av cirkelns kvadratur bevarats till vår tid är Hippokrates av Chios, som fann att en viss halvmånformig figur uppritad på en i en cirkel inskriven kvadrats sida exakt kunde kvadreras.
Eventuella senare grekiska försök till lösningar har inte bevarats till idag, och man känner endast till ett fåtal medeltida försök. Under renässansen började man med större iver återigen undersöka problemet, och flera försök publicerades under de följande århundradena, vilka dock alla visades vara felaktiga. Under 1500-talet var problemet omgärdat med så stort intresse att kejsar Karl V utfäste en belöning på 100,000 écu för dess lösning, och även holländska generalstaterna utfäste sig att betala en ansenlig summa. Snart började dock de många misslyckade försöken verka avskräckande på fackmännen, i synnerhet sedan Newton och Johann Bernoulli med differentialkalkylens hjälp visat att en cirkelsektor inte kunde kvadreras exakt. Man började misstänka att ett liknande förhållande gällde även för hela cirkeln, och denna misstanke vann i styrka genom studier av de analytiska egenskaperna hos talet {\displaystyle \pi }, vilka visade sig vara högst väsentligt skilda från de rationella talens egenskaper. 
1775 beslöt franska vetenskapsakademien sig för att i fortsättningen inte befatta sig med avhandlingar, som behandlade cirkelns kvadratur.
Så sent som i början av 1900-talet utkom årligen flera skrifter rörande cirkelns kvadratur.

## Beviset
År 1837 visade Pierre-Laurent Wantzel att alla konstruerbara tal också är algebraiska. Sedan visade Ferdinand von Lindemann år 1882 att talet {\displaystyle \pi } är transcendent (alltså inte algebraiskt). Därför är {\displaystyle \pi } inte heller konstruerbart, vilket gör cirkelns kvadratur omöjlig.
Kvadraturproblemet kan också formuleras som:
givet en sträcka av längd {\displaystyle R}, konstruera en sträcka med längd {\displaystyle R{\sqrt {\pi }}} .
Det innebär att om cirkelns kvadratur vore möjlig, så skulle {\displaystyle {\sqrt {\pi }}} vara konstruerbart, och då skulle också {\displaystyle \pi } vara konstruerbart. Så när Lindemann visade att {\displaystyle \pi } inte är algebraiskt så visades samtidigt omöjligheten av cirkelns kvadratur.

## Approximationer
Talet {\displaystyle \pi } kan approximeras med rationella (och även andra irrationella konstruerbara tal). Det innebär att det finns en mängd metoder som nästan kvadrerar cirkeln, med mer eller mindre precisa resultat.
Matematikern S. Ramanujan publicerade 1913 en artikel i "The Journal of the Indian Matematical Society" i vilken han visade en geometrisk konstruktion som ger resultatet {\displaystyle \pi } ≈ 355/113 ≈ 3,141592920.